# Міровіце (Мазовецьке воєводство)
Міровіце (пол. Mirowice) — село в Польщі, у гміні Груєць Груєцького повіту Мазовецького воєводства.
Населення — 330 осіб (2011).
У 1975-1998 роках село належало до Радомського воєводства.

## Демографія
Демографічна структура станом на 31 березня 2011 року:
|          | Загалом | Допрацездатний вік | Працездатний вік | Постпрацездатний вік |
| -------- | ------- | ------------------ | ---------------- | -------------------- |
| Чоловіки | 180     | 37                 | 120              | 23                   |
| Жінки    | 150     | 20                 | 92               | 38                   |
| Разом    | 330     | 57                 | 212              | 61                   |